# Borsukowizna (Nowa Świdziałówka)
Borsukowizna – kolonia wsi Nowa Świdziałówka w Polsce, położona w województwie podlaskim, w powiecie sokólskim, w gminie Krynki.
W latach 1975–1998 kolonia administracyjnie należała do województwa białostockiego.
Wierni kościoła rzymskokatolickiego należą do parafii Parafia Matki Bożej Miłosierdzia w Podlipkach.

## Nazwa miejscowości
W miejscowym języku "prostym" (występującym na Sokólszczyźnie) nazwa brzmi: Barsukowina, dop. -ny, przym. barsukowinski (z akcentem na o). W 1995 r. podczas "weryfikacji nazewnictwa w terenie" władze gminy odmówiły poparcia dla ustalenia pośredniej potocznej, mniej spolonizowanej nazwy Borsukowina jako oficjalnej, co miało jakoby wynikać z myśli [tamtejszego] znanego pisarza białoruskiego Sokrata Janowicza, aby budować "Małą Ojczyznę" w oparciu o spokój, wzajemny szacunek i miłość do ziemi, którą wspólnie zamieszkujemy. W tym momencie historii i życia potrzebujemy właśnie spokoju - w ten sposób ówczesny przewodniczący rady gminy uzasadniał swoją prośbę o pozostawienie sprawy zmian nazw miejscowości inicjatywie oddolnej mieszkańców (która może być lub najszybciej nie będzie). Jednak taka inicjatywa pojawiła się już w 1998 r. w postaci pisemnego poparcia wszystkich 3 gospodarstw dla nazwy Borsukowina. MSWiA uznało wówczas takie formy poparcia za nieważne, jako uzyskane nie przez urzędników gminy. W 2009 r. miejscowość ta nie znalazła się też na liście przewidzianych do weryfikacji, wobec czego organizacje mniejszości białoruskiej skierowały do Komisji Nazw Miejscowości i Obiektów Fizjograficznych wniosek w tej sprawie, dołączając opinię burmistrza Krynek na rzecz nazwy Borsukowina, podkreślając i dokumentując, że także leśnictwo, rejon energetyczny, kwatery agroturystyczne i sama gmina w lokalnej gazecie używają właśnie tej nazwy. Mimo to wniosek do Komisji NMiOF o podjęcie działań w tym kierunku i uruchomienie procedury z inicjatywy Komisji został przez nią odrzucony. Nastąpiło to bez jego merytorycznego rozpatrywania, gdyż Komisja zadeklarowała wówczas odrzucanie takich wniosków co do zasady, jako "niedemokratycznych", tj. wynikających z oczekiwań wnioskodawców, że Komisja - podejmując końcową w procedurze decyzję - niejako zrównoważy niemożność mniejszości do przegłosowania czegokolwiek na forum rady gminy obiektywnymi racjami historyczno-lingwistycznymi, korzystając z tego, że zgodnie z ustawą nawet ewentualna kolejna negatywna opinia rady gminy - jako merytorycznie nieuzasadniona - nie byłaby dla Komisji wiążąca.

### Przyczyny impasu w sprawie nazwy w opinii mniejszości
Poczynając od cytowanego pisma władz gminy z 1995 r. przewija się wątek sekurytyzacji, ochrony spokoju. Jednak przedstawiciele mniejszości białoruskiej podnoszą, że pisemne poparcie wszystkich mieszkańców dla tradycyjnej nazwy Borsukowina (używanej "w terenie" zarówno przez Polaków jak i Białorusinów) już od 1998 r. taki spokój zapewnia, prowadzona zaś mimo to polityka „sekurytyzacji” [ochrony rzekomo zagrożonego spokoju publicznego jako "wyższej" racji] pozwala jedynie zawczasu stłamsić wyrzuty sumienia, które mogłyby się pojawić u obserwatorów patrzących na obiekt tej [nazewniczej] polityki. Prowadzi ona do „adiaforyzacji” problemu […] [czyli wyłączenia go z moralnej oceny]. W istocie wiele osób wytrenowanych przez politykę „sekurytyzacyjną” czuje – świadomie lub nie – że zostali niejako zwolnieni [...] z presji moralnego obowiązku, który w innych warunkach z pewnością dręczyłby obserwatorów (w tym Komisję NMiOF, którą uznając poparcie mieszkańców dla tradycyjnej nazwy za nieważne i nie uruchamiając drugiej z ustawowych procedur - tej z inicjatywy Komisji, w sprawie nazwy nadaje sobie status jedynie obserwatora).